# Ecnomus tenellus
Ecnomus tenellus är en nattsländeart som först beskrevs av Jules Pièrre Rambur 1842.  Ecnomus tenellus ingår i släktet Ecnomus och familjen trattnattsländor. Arten är reproducerande i Sverige. Inga underarter finns listade i Catalogue of Life.

## Bildgalleri

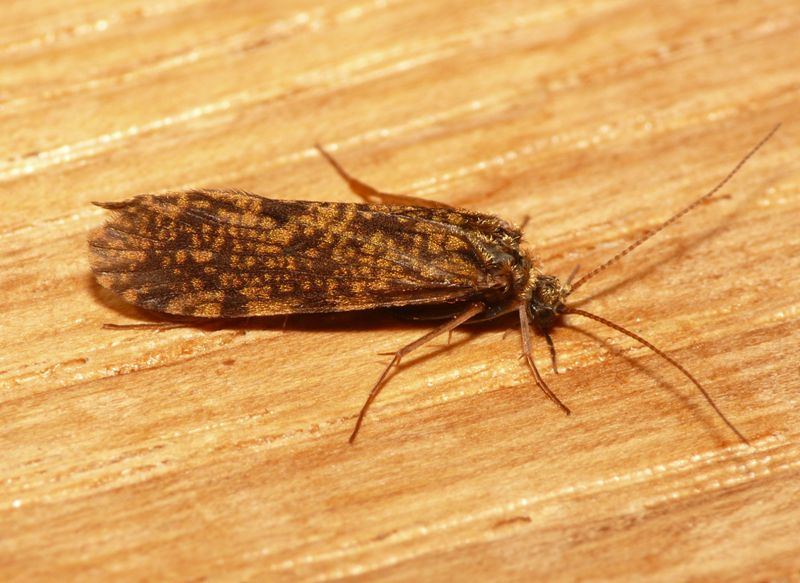